# L'Angoisse du gardien de but au moment du penalty (film)
Pour le roman de Peter Handke, voir L'Angoisse du gardien de but au moment du penalty.
Pour plus de détails, voir Fiche technique et Distribution.
L'Angoisse du gardien de but au moment du penalty (titre original : Die Angst des Tormanns beim Elfmeter) est un film allemand réalisé par Wim Wenders, sorti en 1972. C'est l'adaptation du roman éponyme de Peter Handke, publié en 1970.

## Synopsis
Joseph Bloch est gardien de but de classe internationale. Lors d'une rencontre à Vienne il « décroche », encaisse un but et se fait expulser par l'arbitre. Il entame alors une errance dans la métropole et finit par étrangler une caissière de cinéma avec qui il vient de passer la nuit.
Il part en autocar pour la petite ville de Bierbaum où il essaie de renouer avec une ancienne amie. Mais là-bas, il y a beaucoup de policiers sur les routes en raison de la disparition d'un enfant. En lisant les articles de presse, il s'informe sur l'avancement de l'enquête et apprend qu'il a laissé une piste avec des pièces de monnaie américaines tombées d'une poche endommagée de son veston.
Il assiste à un match de football et explique à son voisin, à l'occasion d'un penalty, à quel point le gardien de but et le tireur doivent se concentrer mentalement l'un sur l'autre. Le film se termine par l'arrêt du penalty - on ne sait pas si Bloch sera arrêté.

## Fiche technique
- Titre : L'Angoisse du gardien de but au moment du penalty
- Titre original : Die Angst des Tormanns beim Elfmeter
- Réalisation : Wim Wenders
- Scénario : Wim Wenders et Peter Handke d'après le roman éponyme de ce dernier
- Production : Peter Genée et Thomas Schamoni
- Musique : Jürgen Knieper
- Photographie : Robby Müller
- Montage : Peter Przygodda
- Pays d'origine :  Allemagne de l'Ouest,  Autriche
- Format : couleurs - 1,66:1 - Mono
- Genre : drame
- Date de sortie : 1972

## Distribution
- Arthur Brauss : Joseph Bloch, le gardien de but
- Kai Fischer : Hertha Gabler
- Erika Pluhar : Gloria, la caissière du cinéma à Vienne
- Libgart Schwarz : Anna, l'employée à l'hôtel où loge Joseph
- Marie Bardischewski : Maria, l'employée de l'auberge de Gloria
- Rüdiger Vogler : le livreur de boissons simplet
- Edda Köchl : la fille à la robe bleue à Vienne
- Michael Toost (de) : le représentant au match de football
- Wim Wenders : un passant dans le hall de la gare routière à Vienne (caméo)

## Analyse
Les thèmes que Wim Wenders et Peter Handke développeront dans leurs films suivants sont en place : la place de l'homme face à l'existence, face aux femmes ; l'errance, la frontière, et la fascination pour les États-Unis et le cinéma.[réf. nécessaire]